# ダフィット・ヒルベルト

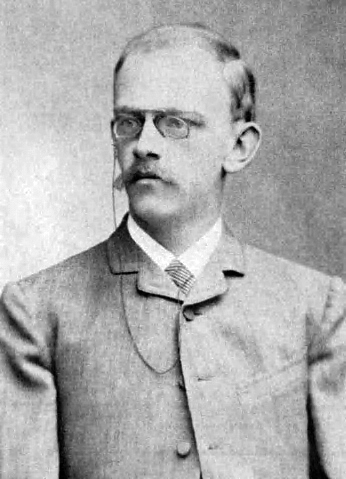
ケーニヒスベルクにて私講師を務めていた頃（1886年）

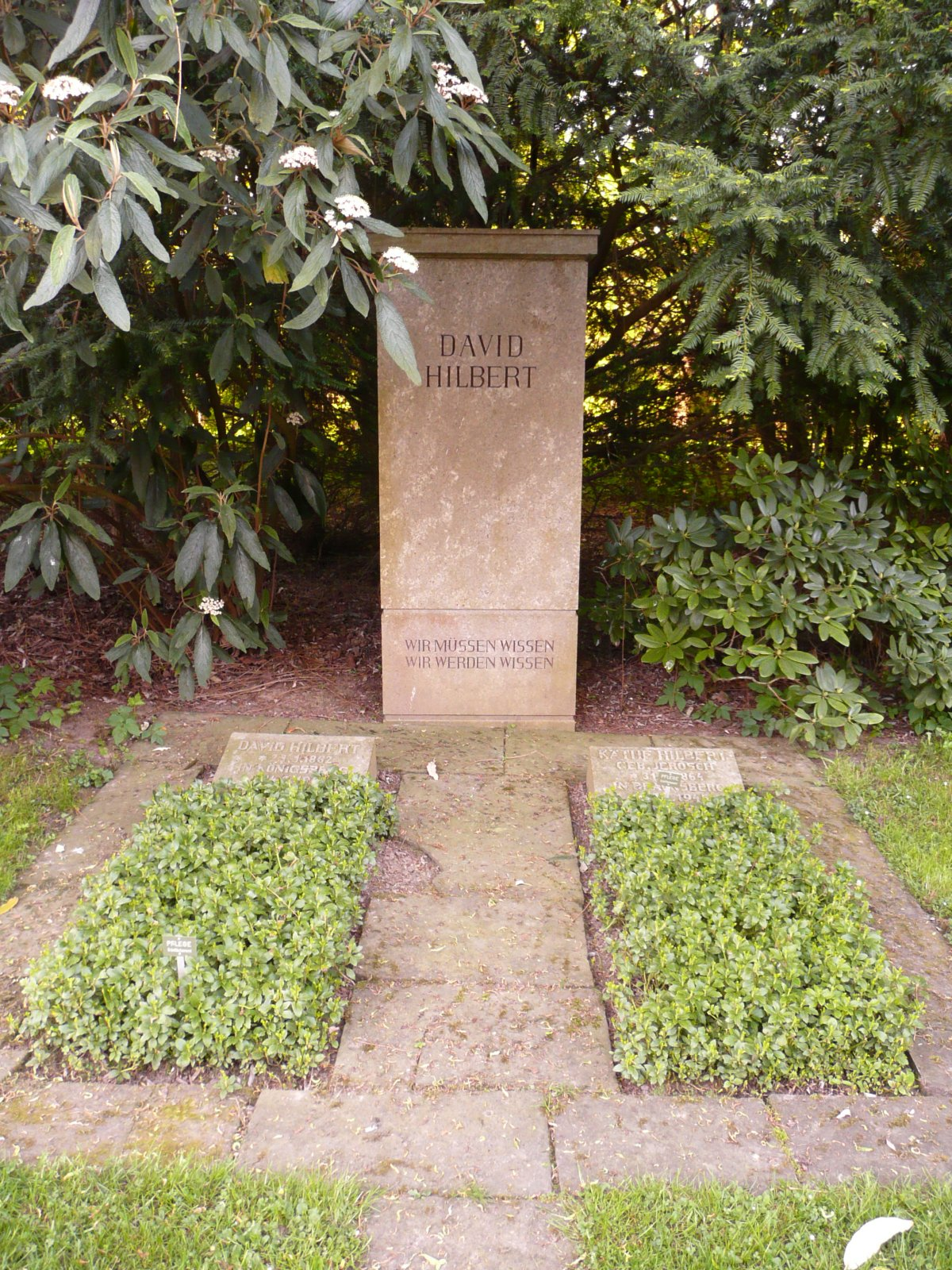
ヒルベルトの墓碑。「我々は知らねばならない、我々は知るだろう」と記されている。

ダーヴィット・ヒルベルト（David Hilbert, ドイツ語: [ˈdaːvɪt/ˈdaːfɪt ˈhɪlbɐt], 1862年1月23日 - 1943年2月14日）は、ドイツの数学者。「現代数学の父」と呼ばれる。名はダフィット、ダヴィット、ダヴィド、ダーフィットなどとも表記される。

## 経歴
当時プロイセン王国領だったケーニヒスベルク（現・ロシア領カリーニングラード）に生まれた。
ケーニヒスベルク大学に進学し、ハインリッヒ・ウェーバー、フェルディナント・フォン・リンデマンから学んだ。特にウェーバーはドイツ数学の影響をヒルベルトに与えた。また、同大学でヘルマン・ミンコフスキーとアドルフ・フルヴィッツと知り合った。特にミンコフスキーは「最良にして本当の友人」であり、ミンコフスキーが亡くなった際は悲しみに暮れた。1885年に卒業、不変式論で学位を取得した。
1895年、ゲッティンゲン大学教授に就任。19世紀末から20世紀初頭にかけての指導的な数学者となった。弟子の育成にも努め、マックス・デーン、エーリヒ・ヘッケ、ヘルマン・ワイル、ヴィルヘルム・アッカーマン、パウル・ベルナイスなど著名な数学者を輩出することになった。ヨハネス・ルートヴィヒ・フォン・ノイマン（のちのジョン・フォン・ノイマン）の論文を評価し、当時22歳であったノイマンをゲッティンゲン大学に招いた。日本人では高木貞治がドイツ留学時代ヒルベルトの弟子であった。
1943年、死去。

## 業績
不変式論、抽象代数学、代数的整数論、積分方程式、関数解析学、幾何学の公理系の研究、一般相対性理論など業績は非常に多岐にわたる。彼の公理論と数学の無矛盾性の証明に関する計画はヒルベルト・プログラムと呼ばれる。その他ヒルベルト空間、ヒルベルトの零点定理などに名前が残っている。

### ヒルベルトの23の問題
1900年のパリにおける国際数学者会議において「ヒルベルトの23の問題」を発表した。さまざまな数学者がこの問題に取り組んだことで、ヒルベルトの講演は20世紀の数学の方向性を形作るものになった。その中には、リーマン仮説など現在も未解決の問題もある。また、代数幾何の基礎づけの問題のように、どのような解決をすればよいかの指針がないようなものもある。

### ヒルベルト–アインシュタイン優先権論争
ヒルベルト–アインシュタイン優先権論争とは、1915年、アインシュタインが一般相対性理論の中で発表した場の方程式とりわけ共変方程式をめぐって、この共変方程式を先に創案したのは、アルベルト・アインシュタインかダフィット・ヒルベルトか、ということに関する先取権論争、優先権争い。1915年以降、一般相対性理論をめぐって起こってきた論争の一つであるが、1997年に既に、アインシュタイン側に優先権があるとして解決したとされる。
1997年、場の方程式の先取権をめぐる論争は、「サイエンス」誌に掲載されたレオ・コリー、ユルゲン・レン、ジョン・スタッチェルによる共著論文「ヒルベルト-アインシュタイン先取権論争の遅ればせながらの判定」（1997年11月14日発行の第278号1270～3頁）を通じて、結論が確定された。この三人の著者は、これまで未発表で注目されることがなかった、ヒルベルトがゲッチンゲン科学紀要に送り1915年12月16日に受領された校正刷りの現物について調査を行った。それによれば、アインシュタインがヒルベルトの著作を剽窃した可能性はまったくなく、さらにアインシュタインが方程式を正しく導いている一方で、ヒルベルトはアインシュタインの研究が発表されるまでは正しい方程式にたどりつけなかったことが証明されている。この校正刷りのなかでヒルベルトは、相対性の文脈のなかで重力の問題について妥当な記述を行う場合に要求されるほどには、自分の方程式は一般的に共変でない、と告白している。—『相対論がもたらした時空の奇妙な幾何学――アインシュタインと膨張する宇宙』304頁より引用。、

## 受賞・栄誉
- 1903年 - ポンスレ賞
- 1906年 - コテニウス・メダル
- 1910年 - ボーヤイ賞
- 1930年 - ケーニヒスベルク市名誉市民

## 著作
- 『幾何学原理』林鶴一・小野藤太訳、大倉書店〈数学叢書 第15編〉、1913年。
- 『公理的考察』高津巌訳註、大学書林〈独逸科学論文対訳叢書 第2編〉、1937年。
- 『幾何学基礎論』中村幸四郎訳、弘文堂書房〈科学古典叢書〉、1943年。
  - 『幾何学基礎論』中村幸四郎訳、清水弘文堂書房、1969年。
  - 『幾何学基礎論』中村幸四郎訳、筑摩書房〈ちくま学芸文庫〉、2005年12月。ISBN 4-480-08953-5。
- 『数学の問題』一松信訳・解説、7共立出版〈現代数学の系譜 4〉、1969年。
  - 『数学の問題』一松信訳・解説（増補版）、共立出版〈現代数学の系譜 4〉、1984年。ISBN 4-320-01157-0。

### 共著
- アッケルマン『記号論理学の基礎』伊藤誠訳、大阪教育図書、1954年。
  - アッケルマン『記号論理学の基礎 3版』伊藤誠 訳、大阪教育図書、1960年。
  - アッケルマン『記号論理学の基礎』石本新・竹尾治一郎訳（改訂最新版）、大阪教育図書、1974年。
- R・クーラン『数理物理学の方法』 第1巻、商工出版、1959年。
- R・クーラン『数理物理学の方法』 第2巻、商工出版、1959年。
- R・クーラン『数理物理学の方法』 第3巻、東京図書、1962年。
- R・クーラン『数理物理学の方法』 第4巻、東京図書、1968年。
  - R・クーラン『数理物理学の方法 1』斎藤利弥監訳、東京図書、1984年6月。ISBN 4-489-01145-8。
  - R・クーラン『数理物理学の方法 2』斎藤利弥監訳、東京図書、1984年6月。
  - R・クーラン『数理物理学の方法 3』斎藤利弥監訳、東京図書、1984年6月。
  - R・クーラン『数理物理学の方法 4』斎藤利弥監訳、東京図書、1984年6月。
  - R・クーラン『数理物理学の方法』 1巻、斎藤利弥監訳、東京図書、1989年6月。ISBN 4-489-00293-9。
  - R・クーラン『数理物理学の方法』 2巻、斎藤利弥監訳、東京図書、1989年6月。ISBN 4-489-00294-7。
  - R・クーラン『数理物理学の方法』 3巻、斎藤利弥監訳、東京図書、1989年6月。ISBN 4-489-00295-5。
  - R・クーラン『数理物理学の方法』 4巻、斎藤利弥監訳、東京図書、1989年6月。ISBN 4-489-00296-3。
  - R・クーラン『数理物理学の方法』 1巻、丸山滋弥訳、東京図書、1995年9月。ISBN 4-489-00487-7。
  - R・クーラン『数理物理学の方法』 2巻、銀林浩訳、東京図書、1995年9月。ISBN 4-489-00488-5。
  - R・クーラン『数理物理学の方法』 3巻、麻嶋格次郎訳、東京図書、1995年9月。ISBN 4-489-00489-3。
  - R・クーラン『数理物理学の方法』 4巻、筒井孝胤訳、東京図書、1995年9月。ISBN 4-489-00490-7。
  - R・クーラン『数理物理学の方法』 上、藤田宏・高見頴郎・石村直之訳、丸善出版〈シュプリンガー数学クラシックス 第26巻〉、2013年1月。ISBN 978-4-621-06525-9。
- S・コーン・フォッセン『直観幾何学』 第1、芹沢正三訳、みすず書房、1960年。
- S・コーン・フォッセン『直観幾何学』 第2、芹沢正三訳、みすず書房、1961年。
  - S・コーン・フォッセン『直観幾何学』芹沢正三訳、みすず書房、1966年8月30日。ISBN 4-622-02451-9。
- 『幾何学の基礎』寺阪英孝・大西正男訳・解説、共立出版〈現代数学の系譜 7〉、1970年。ISBN 4-320-01160-0。
- P・ベルナイス『数学の基礎』吉田夏彦・淵野昌訳、シュプリンガー・フェアラーク東京〈シュプリンガー数学クラシックス〉、1993年10月。ISBN 4-431-70654-2。
  - P・ベルナイス『数学の基礎』吉田夏彦・渕野昌訳（復刻版）、シュプリンガー・ジャパン〈シュプリンガー数学クラシックス 第4巻〉、2007年3月。ISBN 978-4-431-71241-1。
  - P・ベルナイス『数学の基礎』吉田夏彦・渕野昌訳（復刻版）、丸善出版〈シュプリンガー数学クラシックス 第4巻〉、2007年3月。ISBN 978-4-621-06405-4。

### 論文集
- Gesammelte Abhandlungen. 1. Band: Zahlentheorie. (1932)
  -   (ドイツ語) David Hilbert Gesammelte Abhandlungen Erster Band – Zahlentheorie, (1932), ウィキソースより閲覧。
- Gesammelte Abhandlungen. 2. Band: Algebra, Invariantentheorie, Geometrie. (1933)
- Gesammelte Abhandlungen. 3. Band: Analysis, Grundlagen der Mathematik, Physik, Verschiedenes, Lebensgeschichte. (1935)